# Hellish Form
Hellish Form ist eine 2019 gegründete Drone- und Funeral-Doom-Band.

## Geschichte
Willow Ryan von Body Void und Jacob Lee von Elder Devil und Keeper initiierten Hellish Form 2019 als Reaktion auf die Bedingungen der COVID-19-Pandemie. Die Schutzbestimmungen behinderten Tätigkeiten mit anderen Projekten und gaben den, weit entfernt voneinander lebenden Musikern die Option das bereits lang angedachte gemeinsame Projekt anzugehen. Beide arbeiteten bereits mehrfach zuvor miteinander. So unterstützte Lee produzierend die Aufnahmen des Projektes Atone, an dem Ryan beteiligt war und die Gruppen Body Void und Elder Devil veröffentlichten eine gemeinsame Split-EP. Mit Hellish Form ging das über hunderte Kilometer entfernt lebende Duo dann eine direktere und dauerhafte Kooperation ein.
Hellish Form brachte alle Veröffentlichungen als Musikdownload im Selbstverlag über Bandcamp heraus. Die erste Veröffentlichung MMXX erschien 2020 zusätzlich als MC über Transylvanian Tapes. Noch im gleichen Jahr veröffentlichte Hellish Form das im Original von The Cure eingespielte Stück The Funeral Party als Coverversion ausschließlich als Musikdownload. Das zweite und von James Plotkin gemasterte Album Remains erschien 2021 als LP in Kooperation mit Translation Loss. Dies 2021 veröffentlichte Album wurde international positiv aufgenommen. Cody Davis nannte es für Decibel eine „wunderbare Mischung aus brillantem Songwriting und raffinierter Technik“. Für Angry Metal Guy wurde das Album besonders dafür gelobt neue Impulse in den Funeral Doom einzubringen und das Genre vor Stagnation zu bewahren. „Launisch aber immer noch besonders schön“ nannte es Christopher Luedtke für Metal Injection. Als „gelungene Studie sich erstreckenden Elends“ lobte Ted Nubel das Album für Invisible Oranges. Hellish Form habe mit Remains ein „raues Album“ geschaffen, das „keine Angst vor Verletzlichkeit“ habe und „mit voller Wucht die Tiefen der Dunkelheit“ erkunde, lobte Carlos Vélez-Cancel für Everything is Noise. Und für das Blessed Altar Zine hieß es, dass es eines der besten Funeral-Doom-Alben seit langer Zeit sei.

## Stil
Hellish Form kombinieren Funeral Doom, Sludge, Drone Doom und Dream Pop mit Funeral Doom als Basisstil. Der gutturale Gesang entspricht dem Krächzen vieler Vertreter des Sludge und Black Metal. Hinzukommend nutzt das Duo Synthesizer mit der ausdrücklichen Intention diese auf Remains besonders prominent zu präsentieren. Das Grundgerüst der Musik basiere indes auf dem langsamen instrumentalen Spiel hypnotischen Funeral- und Drone-Dooms mit schwerem Riffing bis zu Bordun- und Übersteuerungs-Effekten und reduziertem Schlagzeugspiel. Hinzu kommt das melodische, an Dream Pop gemahnte Spiel der Leadgitarre und des Synthesizers.

## Diskografie
- 2020: MMXX (Album, Transylvanian Tapes)
- 2020: The Funeral Party (Download-Single, Selbstverlag)
- 2021: Remains (Album, Translation Loss)